# Flora Manciet
Pour les articles homonymes, voir Manciet (homonymie).
 (janvier 2020).
Flora Manciet, née le 15 décembre 1983, est une nageuse française, qui pratique le sauvetage sportif.

## Biographie
Flora Manciet a pratiqué la natation à haut niveau au sein du club de Toulon Var Natation durant sa jeunesse.

### Sauvetage sportif
Flora Manciet ce lance ensuite dans le sauvetage sportif, elle participe à ses premiers championnats en 2000 avec l'équipe de France juniors de sauvetage.
Trois ans plus tard en 2003 elle remporte son premier titre en sénior en gagnant l'épreuve reine du sauvetage : l'ironwoman des championnats d'Europe.
Elle devient en 2007 la première européenne à prendre par aux Kellogg's Nutri-Grain Ironman Series en Australie. Elle se requalifie à ce circuit professionnel pour les saisons 2008, 2009 et 2010.
En 2009 elle prend part à la traversée de l'Atlantique en paddleboard avec Alexandra Lux et Stéphanie Geyer-Barneix. Elles réalisent la traversée entre l'île de Capbreton au Canada et le port landais de Capbreton. À la suite de cela elles écrivent un livre sur cette expérience : L'Atlantique en 54 jours paru en 2010.

### Autres disciplines
Elle prend part aussi aux championnats en kayak en ligne. C'est le cas par exemple en 2012 avec le bronze en K2 (kayak biplace).
Elle pratique aussi dans le paddelboard longue distance, épreuve gérée par l'Association internationale de surf (ISA) et non l'Fédération internationale de sauvetage aquatique (ILS). Lors des championnats du monde de 2016 elle termine troisième en longue distance ainsi qu'en beach race. L'année suivante elle prend la deuxième place avec le relais français.